# Váltógazdálkodás
A váltógazdálkodás azt jelenti, hogy egy szántóföldbe két egymás utáni évben nem vetik ugyanazt a növényt. Az egymás után vetett növényeket úgy választják ki, hogy a leggazdaságosabban fel tudják használni a talaj tápanyagtartalmát, és minden termesztett növény hasznos előveteménye legyen az utána következőnek. 
A váltógazdálkodást először a 17. században a Németalföldön, majd a 18. században Angliában alkalmazták.
Magyarországon csak a 19. sz. második felétől terjedt el szélesebb körben, de Farkasfalvi Farkas Ferenc egy 1841-ben megjelent könyvében már igen részletesen és szemléletesen ír róla: "A váltógazdálkodást hat évre osztván fel, egy trágyázás után első évben vagy bükkönyt, vagy burgonyát termesztenek, de a burgonyát jókor kiszedik, hogy még augusztus végén egy szántás után azonnal vethessenek. Vetnek pedig őszibúzát veres lóherével. Másik esztendő tehát búzát terem, s a jó őszön még kaszálhatni is lóherét, vagy legalább legeltethetni rajta. Harmadik eszt. lóhere maga. Negyedikben a lóherének felét Jánosnapig használják, s ekkor megint őszi búzával vetik be később ősszel, hogy szántani, s keverni lehessen: másik felében árpát vetnek. Ötödikben árpa földben burgonya, másik felében búza termés, ősszel még répa. Hatodikban zabot vagy főzeléket szoktak bele vetni, s megtrágyázván ismét előrül kezdik ezen rendet."
A gépesítés, a nagy mennyiségű műtrágya felhasználása és főleg a globalizáció és az ennek keretében zajló konkurenciaharc a 20. század végén jelentősen csökkentette az egy-egy termőterületen termesztett növények számát. Ezzel magyarázható, hogy napjainkban Magyarországon szinte csak búza-, kukorica-, napraforgó- és repceföldeket látunk, s a fenti idézetben említett többi növénnyel a szántóföldeken alig találkozunk.
A "váltógazdálkodás" fogalma is eltűnőben van a mezőgazdasági szóhasználatból; átment a politikaiba. Két példa erre:
"Megtörik-e a politikai váltógazdálkodás?" 
"A Magyar Tudományos Akadémia volt elnöke szerint, hazánk akkor lesz jobb hely, ha a politikai elit megteremti a békés politikai váltógazdálkodás feltételeit." 